# Wydawnictwo Literatura
Wydawnictwo Literatura – polskie wydawnictwo z siedzibą w Łodzi, założone w 1990.

## O wydawnictwie
Wydawnictwo założone w 1990 w Łodzi. Wydaje przede wszystkim literaturę dziecięcą i młodzieżową i książki edukacyjne, ale w ofercie wydawnictwa znajduje się również literatura dla dorosłych oraz przewodniki po regionie łódzkim. Publikowane są również serie wydawnicze, z których najbardziej znane są Wojny dorosłych–historie dzieci, A to historia! i Plus minus 16.    
Wśród pisarzy, których książki zostały opublikowane nakładem Wydawnictwa Literatura, znaleźli się m.in.: Wanda Chotomska, Adam Bahdaj, Zbigniew Nienacki, Joanna Papuzińska, Anna Onichimowska, Michał Rusinek, Renata Piątkowska, Joanna Olech, Barbara Kosmowska, Adam Ochocki, Marcin Pałasz, Kalina Jerzykowska, Paweł Beręsewicz, Julian Tuwim, Katarzyna Ryrych czy Bohdan Olszewski. Na łamach wydawnictwa debiutowali też tacy pisarze jak: Grzegorz Kasdepke książką Kacperiada, Izabella Klebańska Akolada, Joanna Jagiełło Kawa z kardamonem, Kazimierz Szymeczko A to historia!, Barbara Gawryluk Kaktus dobry pies, Paweł Wakuła Co w trawie piszczy, czy Katarzyna Wasilkowska Jowanka i gang spod Gilotyny.    
Książki wydawnictwa były wielokrotnie laureatami różnych nagród literackich, w tym Nagrody Literackiej im. Kornela Makuszyńskiego, nagrody polskiej sekcji IBBY czy Książka przyjazna Dziecku. Wydawnictwo bierze również aktywny udział w promowaniu czytelnictwa wśród dzieci i młodzieży. Razem z bibliotekami wojewódzkimi organizuje w kilku województwach akcje „Z książką na walizkach – spotkania pisarzy z młodymi czytelnikami”, która polega na spotkaniach z autorami w mniejszych miejscowościach w różnych regionach Polski.